# Popis muških nogometnih reprezentacija
209 muških nogometnih reprezentacija učlanjeno je u FIFA-u. FIFA je podijeljena na 6 kontinentalnih konfederacija.
- Azija – AFC
- Afrika – CAF
- Sjeverna i Srednja Amerika s Karibima – CONCACAF
- Južna Amerika – CONMEBOL
- Oceanija – OFC
- Europa – UEFA

## AFC
Afganistan • 
Australija • 
Bahrein • 
Bangladeš • 
Brunej • 
Butan • 
Guam • 
Filipini •
Hong Kong • 
Indija • 
Indonezija • 
Irak • 
Iran • 
Istočni Timor •
Japan • 
Jemen •
Jordan •
Južna Koreja •
Kambodža •
Katar • 
Kina • 
Kirgistan • 
Kuvajt • 
Laos •
Libanon • 
Makao • 
Maldivi • 
Malezija • 
Mjanmar • 
Mongolija • 
Nepal • 
Oman • 
Pakistan • 
Palestina • 
Saudijska Arabija • 
Singapur • 
Sirija • 
Sjeverna Koreja • 
Sjevernomarijanski otoci • 
Šri Lanka • 
Tadžikistan • 
Tajland • 
Tajvan • 
Turkmenistan • 
UAE • 
Uzbekistan • 
Vijetnam
Sjevernomarijanski otoci su član AFC-a, ali ne i UEFA-e. Australija je bila član OFC-a od 1966. do 2006., a Tajvan od 1975. do 1989. godine.
Bivše države
Južni Jemen •
Južni Vijetnam •
Sjeverni Jemen •
Sjeverni Vijetnam •
Tanganjika

## CAF
Alžir • 
Angola • 
Benin • 
Bocvana • 
Burkina Faso • 
Burundi • 
Čad • 
DR Kongo • 
Džibuti • 
Egipat •
Ekvatorska Gvineja •
Eritreja •
Esvatini • 
Etiopija •
Gabon •
Gambija •
Gana •
Gvineja • 
Gvineja Bisau • 
JAR •  
Južni Sudan • 
Kenija • 
Komori • 
Lesoto • 
Liberija • 
Libija •
Madagaskar • 
Malavi • 
Mali • 
Mauricijus • 
Mauretanija • 
Maroko • 
Mozambik • 
Namibija • 
Niger • 
Nigerija •
Obala Bjelokosti •
Réunion • 
Ruanda • 
SAR • 
Sejšeli • 
Senegal • 
Sijera Leone • 
Somalija • 
Sudan • 
Sveti Toma i Princip • 
Tanzanija • 
Togo • 
Tunis • 
Uganda •  
Zambija • 
Zanzibar • 
Zelenortska Republika • 
Zimbabve
Réunion i Zanzibar su članovi CAF-a, ali ne i UEFA-e. Reprezentacija Zapadne Sahare je međunarodnoi nepriznata (nije član CAF-a ni FIFA-e).

## CONCACAF
Anguilla • 
Antigva i Barbuda • 
Američki Djevičanski otoci •
Aruba • 
Bahami • 
Barbados • 
Curaçao •
Belize • 
Bermuda • 
Britanski Djevičanski otoci •
Dominika •
Dominikanska Republika •
Francuska Gvajana •
Grenada •
Gvadalupa •
Gvajana •
Gvatemala •
Haiti •
Honduras •
Jamajka •
Kajmanski otoci • 
Kanada • 
Kostarika • 
Kuba •   
Martinik • 
Meksiko • 
Montserrat • 
Nikaragva • 
Panama •
Portoriko • 
Salvador • 
SAD • 
Surinam •
Sveti Kristofor i Nevis • 
Sveta Lucija • 
Sveti Martin (Francuska) • 
Sveti Martin (Nizozemska) • 
Trinidad i Tobago • 
Turks i Caicos otoci
Francuska Gvajana, Gvadalupa, Martinik, Sveti Martin (Francuska) i Sveti Martin (Nizozemska) su članovi CONCACAF-a, ali ne i FIFA-e.
Bivše države
Nizozemski Antili

## CONMEBOL
Argentina • 
Bolivija • 
Brazil • 
Čile • 
Ekvador • 
Kolumbija • 
Paragvaj • 
Peru • 
Urugvaj • 
Venezuela
Gvajana i Surinam su geografski u Južnoj Americi, ali su članovi CONCACAF-a, a ne CONMEBOL-a.

## OFC
Američka Samoa • 
Fidži • 
Cookovo Otočje • 
Kiribati • 
Niue • 
Nova Kaledonija • 
Novi Zeland • 
Palau • 
Papua Nova Gvineja •
Salomonski Otoci • 
Samoa • 
Tahiti •  
Tonga • 
Tuvalu • 
Vanuatu
Kiribati, Niue, Palau i Vanuatu su članice OFC-a, ali ne i FIFA-e. Novi Zeland bio je članom AFC-a od 1964. do 1966. godine. Savezne Države Mikronezije i Nauru iako su neovisne države nemaju svoje nogometne reprezentacije.

## UEFA
Albanija • 
Andora • 
Armenija • 
Austrija • 
Azerbajdžan • 
Belgija • 
Bjelorusija • 
BiH • 
Bugarska • 
Cipar • 
Crna Gora • 
Češka •  
Danska • 
Engleska • 
Estonija • 
Finska • 
Farski otoci • 
Francuska • 
Gibraltar •
Grčka • 
Gruzija • 
Hrvatska • 
Irska • 
Island • 
Italija • 
Izrael • 
Kazahstan • 
Latvija • 
Lihtenštajn • 
Litva • 
Luksemburg • 
Mađarska • 
Makedonija • 
Malta • 
Moldova • 
Nizozemska • 
Norveška • 
Njemačka • 
Poljska • 
Portugal • 
Rumunjska • 
Rusija •  
San Marino • 
Srbija • 
Sj. Irska • 
Slovačka • 
Slovenija • 
Škotska • 
Španjolska • 
Švedska • 
Švicarska • 
Turska • 
Ukrajina • 
Wales
Gibraltar je privremeni član UEFA-e, ali nije član FIFA-e. Izrael je bio član AFC-a od 1954. do 1974., a učlanio se u UEFA-u 1994. Kazahstan je bio član AFC-a od 1992. do 2002. godine. Monako, Vatikan iako su neovisne države nemaju svoje nogometne reprezentacije. Ne postoji u FIFA-i reprezentacija Ujedinjenog Kraljevstva, nego reprezentacije Engleske, Gibraltara, Sjeverne Irske, Škotske i Walesa: na Olimpijskim se pak igrama natječe nogometna reprezentacija Ujedinjenog Kraljevstva pod nazivom nogometne reprezentacije Velike Britanije. Međunarodno je nepriznata reprezentacija Sjevernog Cipra (nije članica UEFA-e ni FIFA-e).
Bivše države
ČSSR •
Jugoslavija •
DR Njemačka •
SR Njemačka •
Saarska •
SiCG (prije pod imenom SR Jugoslavije) •
SSSR •
ZND